# Ludwig Grass
Josef Johann Ludwig (Vaduz, 24 de agosto de 1789-Vaduz, 29 de noviembre de 1860), más conocido como Ludwig Grass, fue un médico y político de Liechtenstein.

## Primeros años de vida
Grass nació el 24 de agosto de 1789 en Vaduz, hijo del médico Christoph Grass y su madre Maria Josepha Zech, como uno de dos hijos que tuvo el matrimonio. Asistió a la escuela secundaria en Feldkirch y de 1807 a 1813 estudió medicina en la Universidad de Viena y Landshut, donde se doctoró en 1813. En 1811 se convirtió en miembro del Cuerpo de Baviera en Múnich.

## Carrera médica y mecenazgo
En Viena, Grass conoció a Peter Kaiser, con quien mantuvo su amistad durante toda su vida. En diciembre de 1813 empezó a trabajar como médico en Vaduz. Además de Gebhard Schädler, él era el único médico con formación académica en Liechtenstein en ese momento y, a menudo, trataba a muchos de sus pacientes enfermos de forma gratuita. De 1820 a 1829 fue miembro de la Asociación Médica de los Grisones.
Grass fue un destacado defensor de la expansión de la educación en Liechtenstein y donó una cantidad considerable de su riqueza a este objetivo. Apoyó la apertura de la primera escuela para niñas en Vaduz en 1845 y en 1852 donó dos casas y sus alrededores para que se utilizaran como apartamentos para profesores. Como resultado de esto, se construyó una nueva escuela primaria, que también debía proporcionar espacio para la construcción de una nueva escuela secundaria.  En 1857 donó 20 000 florines (aproximadamente 450 000 francos suizos en la actualidad) para financiar la construcción de una escuela secundaria pública en Vaduz, inaugurada en 1858.

## Carrera política
Cuando su amigo de la infancia Michael Menzinger se convirtió en administrador estatal en 1833, Grass se volvió políticamente activo en Liechtenstein. Apoyó las ideas liberales contra la monarquía absoluta de Luis II y el movimiento de Peter Kaiser, que condujo a la revolución de Liechtenstein de 1848. El 22 de marzo de 1848, el comité popular nombró un comité de tres personas para dirigir el movimiento revolucionario de Liechtenstein, que incluía a Kaiser, Grass y Karl Schädler. Juntos lograron mantener el orden en Liechtenstein.

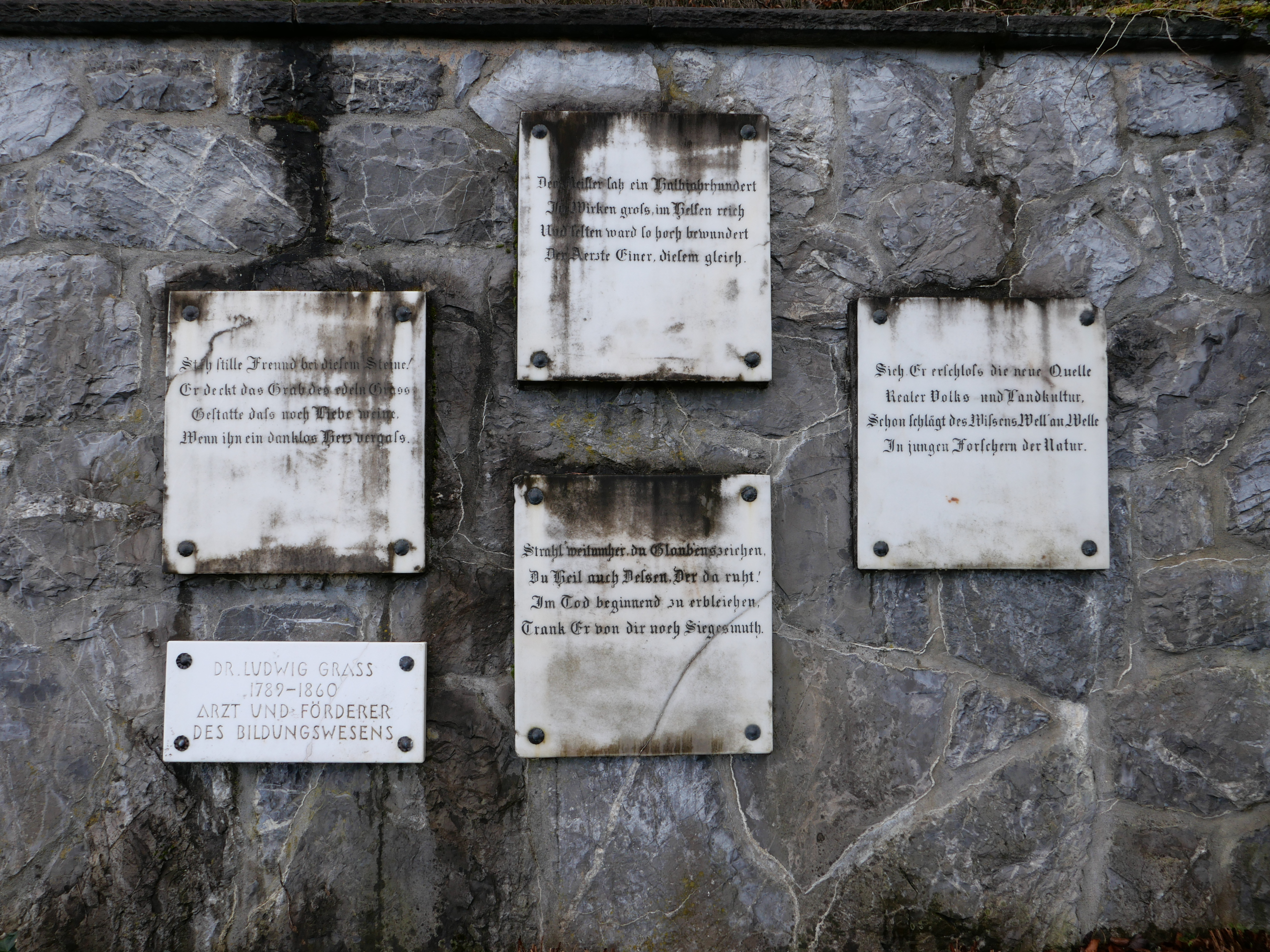
Placas en el cementerio de Vaduz.

Grass fue elegido miembro del consejo constitucional el 27 de julio de 1848, con la tarea de redactar el borrador de una nueva constitución de Liechtenstein. El 20 de mayo de 1849 fue elegido administrador del distrito, donde formó parte del comité de cinco personas que tenía como objetivo presentar sugerencias sobre los temas que debía tratar el administrador del distrito, Karl Schädler.
Grass murió el 29 de noviembre de 1860 en Vaduz, a la edad de 71 años. Varias placas conmemorativas en el cementerio de Vaduz elogian su carácter y su compromiso de brindar curación médica y difundir el conocimiento a través de la educación.